# 爱神巧克力
《'爱神巧克力'進行時》是與2015年1月1日開始在腾讯动漫连载的漫畫作品。2015年7月31日官方漫畫點擊量突破一億。于同年12月2日在網絡上開播改編动画，並于2016年2月22日達成一億網絡播放量。改編動畫開播的消息在传到日本后，不少日本网友也对作品感到吃惊。
目前在2017年12月21日中國網路平台愛奇藝、bilibili等首播第二季，每週四早上10:00更新。2021年7月13日断更，2022年9月8日年更一画后，于2024年2月12日大年初三复更。在复更16话后，于2024年4月11日正式完结。

## 爭議
在2018年的中國網絡審查中，愛神巧克力遭到舉報， 並且命令下架整改， 目前大陸的影片平台如BiliBili、騰訊動漫等已無法搜尋到，唯漫畫則不受影響，可以繼續觀看，但是在作者QQ群所說，本漫畫已經被鎖定，無法繼續更新，只能無限期停更（漫畫後續持續更新，已經完結）。
愛神巧克力被少部分中國家長認為會引導小朋友早戀， 而且傳播如後宮、 不務正業等不良意識。
除此之外，還有部分人質疑這部作品抄襲日本動漫作品約會大作戰， 然而有圈內人士指出這部作品的核心 以及構成等等都與約會大作戰無關， 只是巧合或借鑒。無很多的錨點
雖然有著種種的爭議， 但這部作品在圈内外也是獲得了極大的好評。
甚至令日本的網友認為中國的動畫開始崛起， 在劇情編排以及相關處理上都已經能趕上日本的腳步， 可見作品亦是有一定的影響力。

## 故事簡介
喜愛平淡生活的高中生（漫畫設定，動畫中為大學生）江浩一，因为一個魔法巧克力蛋糕，突然變成了身邊許多女孩子記憶中的情侶。而他為了打破魔咒，不得不主動與這些女孩相處。

## 登場角色
- [3]注：改編動畫由於部分原因，相比原作漫畫，更改了部分人物設定。此處為漫畫版的人設。

江浩一
配音：沈达威
男主角，错拿了愛神巧克力給社團裡的女生吃，导致食用过愛神巧克力的女生们对其产生爱情记忆，因此被扯進接二連三的事件的倒楣蛋。摩羯座。隐藏属性是个学霸。
夏紫瞳
配音：冯骏骅
龙麒学校校花千金大小姐，但从小在家里饱受孤獨之寂，爱神巧克力事件之後，真心喜欢上江浩一。
唐萱
配音：杨鸥
运动组组长，女权主义者。表面上是霸道女强人，但内在是温柔娇嗔的小女人性格。爱好是cosplay。看不慣男人的霸道。隱藏屬性是傲嬌。
林淵
配音：鬼月
學習委員。学霸，温柔贤惠，从小缺失父爱。
歐陽雪梨
配音：醋醋
浩一的青梅竹馬，病嬌屬性，會手持冷兵器襲擊對浩一有意思的人。双方父母关系尚不明确，第一季被大眾認為男主為其前男友，疑似有現任男友;其第二季坦承其實喜歡的人是浩一。
梅塔塔
配音：龟娘
见习愛神。带来闹剧的始作俑者。贪吃好玩，魔法时常出现差错。目前为止最大的失误就是巧克力变成了蛋糕，还玩忽职守让浩一拿走了蛋糕。
季然
配音：冯骏骅
江浩一從小學一直到高中的班主任。

## 片中曲目
注：第一季片頭片尾曲均為無人聲的純音樂。
第一季:
主題曲
桑泉
片尾曲
DMYOUNG

第二季 :
主題曲:愛神巧克力進行時
作曲:彈跳的大球、馬卓
作詞:Vivian
演唱:吳佳穎

片尾曲:花開時節
作曲:馬卓
作詞:文篤智
演唱:吳佳穎